# 北東北フリーきっぷ
北東北フリーきっぷ（きたとうほく-）とは、北海道旅客鉄道（JR北海道）が発売していた特別企画乗車券である。
なお、当商品の前身であるみちのくフリーきっぷについても当記事で取り上げる。

## 概要
- 旭川駅発（6日間有効）と札幌市内発（6日間有効）及び函館駅発（4日間有効）がある。小児は半額。北海道外にあるJR北海道プラザでの取り扱いはない。
- 発駅からフリー区間内で最初に改札を出る駅まで（帰りは最後に改札を通る駅から）は、特急・急行列車の普通車指定席が利用できる。
- 前身であるみちのくフリーきっぷでは、フリーエリアにおいて新幹線・特急・急行列車の自由席が乗り放題であったのに対し、本きっぷでは普通列車以外を利用する際には別途特急券などの購入が必要となっている。また、フリーエリアから海峡線が外されている。
- 発売、利用期間とも通年。（使用制限期間なし）
- 旭川駅発と札幌市内発は函館駅に限り途中下車が可能である。

## フリーエリア
- 東北新幹線:一ノ関駅 - 新青森駅間
- 秋田新幹線:盛岡駅 - 秋田駅間
- 東北本線:一ノ関駅 - 盛岡駅間
- 大船渡線:全線
- 北上線:全線
- 釜石線:全線
- 山田線:全線
- 田沢湖線:全線
- 花輪線:全線
- 岩泉線：全線
- 八戸線:全線
- 大湊線:全線
- 津軽線:全線
- 奥羽本線:院内駅 - 青森駅間
- 羽越本線:小砂川駅 - 秋田駅間
- 男鹿線:全線
- 五能線:全線
- IGRいわて銀河鉄道いわて銀河鉄道線:全線
- 青い森鉄道青い森鉄道線:全線

## 北東北・バスオプション券
北東北フリーきっぷの所持者または同時購入の客限定のオプション券で、JRバス東北の下記4路線に乗り放題である。
- 十和田北線:青森駅 - 十和田湖間
- 十和田東線:八戸駅 - 十和田湖間
- スワロー号:二戸駅 - 久慈駅間
- 平庭高原線:いわて沼宮内駅 - 久慈駅間

## みちのくフリーきっぷ
みちのくフリーきっぷとは、北海道旅客鉄道（JR北海道）が発売していた特別企画乗車券である。
下記の内容は発売終了時点での内容である。

### 概要
- 旭川駅発（6日間有効）と札幌市内発（6日間有効）及び函館駅発（4日間有効）があった。小児は半額。北海道外にあるJR北海道プラザでは取り扱いが無かった。
- 発駅からフリー区間内で最初に改札を出る駅まで（帰りは最後に改札を通る駅から）は、新幹線・特急・急行列車の普通車指定席が利用できた。
- フリー区間内では基本的に特急・急行列車の自由席が乗り放題であった。なおフリーエリア内では4回まで指定席の交付を受けることができた。はやての盛岡 - 八戸間と、こまちの盛岡 - 秋田間の立席の利用は、指定券の交付を受けることなく本きっぷのみで利用できた。
- 発売、利用期間とも通年。（使用制限期間なし）
- 旭川駅発と札幌市内発は函館駅に限り途中下車できた。

### フリーエリア
- 東北新幹線:一ノ関駅 - 八戸駅間
- 秋田新幹線:盛岡駅 - 秋田駅間
- 東北本線:一ノ関駅 - 盛岡駅、八戸駅 - 青森駅間
- 大船渡線:全線
- 北上線:全線
- 釜石線:全線
- 山田線:全線
- 田沢湖線:全線
- 花輪線:全線
- 岩泉線：全線
- 八戸線:全線
- 大湊線:全線
- 奥羽本線:院内駅 - 青森駅間
- 羽越本線:小砂川駅 - 秋田駅間
- 男鹿線:全線
- 五能線:全線
- 津軽線:全線
- 海峡線:中小国駅 - 津軽今別駅間
- IGRいわて銀河鉄道いわて銀河鉄道線:全線
- 青い森鉄道青い森鉄道線:全線

### みちのくフリー・バスオプション券
みちのくフリーきっぷを所持者または同時購入の客限定のオプション券で、JRバス東北の下記4路線に乗り放題だった。
- 十和田北線:青森駅 - 十和田湖間
- 十和田東線:八戸駅 - 十和田湖間
- スワロー号:二戸駅 - 久慈駅間
- 平庭高原線:いわて沼宮内駅 - 久慈駅間

## 沿革
- 199*年 - 「みちのくフリーきっぷ」発売開始（札幌市内発・函館発）。
- 2002年12月1日 - 東北新幹線八戸延伸に伴い料金改定。
- 2003年7月1日 - みちのくフリーエリア内での指定席利用が可能となる。
- 2005年4月1日 - フリー区間にいわて銀河鉄道線と青い森鉄道線を追加。料金改定が行われ、フリー区間内での指定券交付が4回までとなる。「みちのくフリー・バスオプション券」の発売開始。この頃、旭川発が設定される。
- 2010年11月28日 - 同日利用開始分をもって旭川発・札幌市内発「みちのくフリーきっぷ」発売終了。
- 2010年11月30日 - 同日利用開始分をもって函館発「みちのくフリーきっぷ」発売終了。
- 2010年12月4日 - 同日利用開始分より「北東北フリーきっぷ」の発売開始。
- 2016年3月21日 - 北海道新幹線開業に伴う、津軽海峡線在来線列車の運行終了により、この日をもって利用終了[1][2]。